# Loïc Perrin
Loïc Perrin (Saint-Étienne, 7 agosto 1985) è un dirigente sportivo ed ex calciatore francese, di ruolo difensore, attuale coordinatore sportivo del Saint-Étienne.
Ha legato il suo nome a quello del Saint-Étienne, con il quale ha disputato tutta la carriera, per un totale di 17 stagioni e 564 presenze. Il 6 dicembre 2021 è entrato nella dirigenza del club.

## Presenze e reti nei club
Statistiche aggiornate al 24 luglio 2020.
| Stagione        | Squadra         | Campionato      | Campionato | Campionato | Coppe nazionali | Coppe nazionali | Coppe nazionali | Coppe continentali | Coppe continentali | Coppe continentali | Altre coppe | Altre coppe | Altre coppe | Totale | Totale |
| Stagione        | Squadra         | Comp            | Pres       | Reti       | Comp            | Pres            | Reti            | Comp               | Pres               | Reti               | Comp        | Pres        | Reti        | Pres   | Reti   |
| --------------- | --------------- | --------------- | ---------- | ---------- | --------------- | --------------- | --------------- | ------------------ | ------------------ | ------------------ | ----------- | ----------- | ----------- | ------ | ------ |
| 2003-2004       | Saint-Étienne   | L2              | 7          | 0          | -               | -               | -               | -                  | -                  | -                  | -           | -           | -           | 7      | 0      |
| 2004-2005       | Saint-Étienne   | L1              | 16         | 0          | CF+CdL          | 0+0             | 0               | -                  | -                  | -                  | -           | -           | -           | 16     | 0      |
| 2005-2006       | Saint-Étienne   | L1              | 27         | 2          | CF+CdL          | 1+0             | 0               | CI                 | 2                  | 0                  | -           | -           | -           | 30     | 2      |
| 2006-2007       | Saint-Étienne   | L1              | 10         | 0          | CF+CdL          | 0+0             | 0               | -                  | -                  | -                  | -           | -           | -           | 10     | 0      |
| 2007-2008       | Saint-Étienne   | L1              | 35         | 2          | CF+CdL          | 1+0             | 0               | -                  | -                  | -                  | -           | -           | -           | 36     | 2      |
| 2008-2009       | Saint-Étienne   | L1              | 14         | 0          | CF+CdL          | 1+0             | 0               | CU                 | 4                  | 0                  | -           | -           | -           | 19     | 0      |
| 2009-2010       | Saint-Étienne   | L1              | 18         | 2          | CF+CdL          | 1+2             | 0               | -                  | -                  | -                  | -           | -           | -           | 21     | 2      |
| 2010-2011       | Saint-Étienne   | L1              | 27         | 4          | CF+CdL          | 1+0             | 0               | -                  | -                  | -                  | -           | -           | -           | 28     | 4      |
| 2011-2012       | Saint-Étienne   | L1              | 11         | 0          | CF+CdL          | 0+1             | 0               | -                  | -                  | -                  | -           | -           | -           | 12     | 0      |
| 2012-2013       | Saint-Étienne   | L1              | 34         | 2          | CF+CdL          | 2+5             | 0               | -                  | -                  | -                  | -           | -           | -           | 41     | 2      |
| 2013-2014       | Saint-Étienne   | L1              | 34         | 6          | CF+CdL          | 0+1             | 0               | UEL                | 3                  | 1                  | -           | -           | -           | 38     | 7      |
| 2014-2015       | Saint-Étienne   | L1              | 28         | 1          | CF+CdL          | 5+2             | 0               | UEL                | 7                  | 0                  | -           | -           | -           | 42     | 1      |
| 2015-2016       | Saint-Étienne   | L1              | 24         | 3          | CF+CdL          | 2+0             | 0               | UEL                | 8                  | 0                  | -           | -           | -           | 34     | 3      |
| 2016-2017       | Saint-Étienne   | L1              | 27         | 4          | CF+CdL          | 1+2             | 0               | UEL                | 10                 | 0                  | -           | -           | -           | 40     | 4      |
| 2017-2018       | Saint-Étienne   | L1              | 28         | 0          | CF+CdL          | 0+0             | 0               | -                  | -                  | -                  | -           | -           | -           | 28     | 0      |
| 2018-2019       | Saint-Étienne   | L1              | 31         | 1          | CF+CdL          | 1+0             | 1+0             | -                  | -                  | -                  | -           | -           | -           | 32     | 2      |
| 2019-2020       | Saint-Étienne   | L1              | 21         | 0          | CF+CdL          | 3+2             | 0               | UEL                | 4                  | 0                  | -           | -           | -           | 30     | 0      |
| Totale carriera | Totale carriera | Totale carriera | 492        | 25         |                 | 34              | 1               |                    | 38                 | 1                  |             | -           | -           | 564    | 27     |

## Palmarès

### Club

#### Competizioni nazionali
- Coppa di Lega francese: 1

Saint-Étienne: 2012-2013